# نستور ناربونا
نستور ناربونا (انگلیسی: Néstor Narbona؛ زادهٔ ۲۳ ژانویهٔ ۱۹۷۹) بازیکن فوتبال اهل فلسطین بود.
وی همچنین در تیم ملی فوتبال فلسطین بازی کرده است.